# Ernest Lelièvre

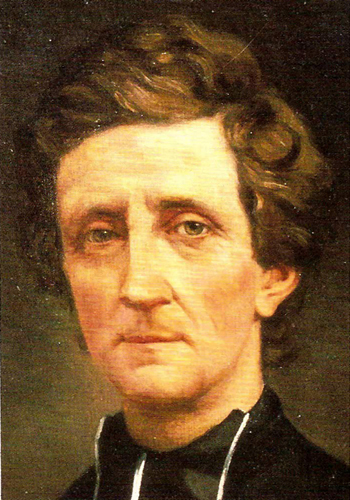

Ernest Lelièvre (Valenciennes, 13 april 1826 - 2 juli 1889) was een Frans rooms-katholiek priester. Hij was een van de verantwoordelijken voor de (internationale) uitbouw van de zustercongregatie van de Kleine Zusters van de Armen.
Lelièvre werd geboren in een welgestelde katholieke familie uit Noord-Frankrijk. Hij vatte een rechtenstudie aan maar brak deze studie af om priester te worden. Als priesterstudent en als priester kwam hij in contact met de jonge congregatie van de Kleine Zusters van de Armen, die zich inzetten voor arme bejaarden. Door zijn rijke contacten vond de congregatie de financiële middelen om nieuwe huizen te openen in Frankrijk, maar ook in België, Engeland, Schotland, Ierland, de Verenigde Staten, Italië, Spanje en Algerije. Zo groeide de congregatie van zo'n 30 huizen in 1855 naar 263 bij het overlijden van Lelièvre in 1889.